# هرگز به‌ندرت گاهی همیشه
هرگز به ندرت گاهی همیشه (به انگلیسی: Never Rarely Sometimes Always) یک فیلم درام آمریکایی-انگلیسی است در سال ۲۰۲۰ توسط الیزا هیتمن نوشته و کارگردانی شده است. نمایش جهانی این فیلم در ۲۴ ژانویهٔ ۲۰۲۰ در جشنواره فیلم ساندنس آغاز شد. همچنین این فیلم در هفتادمین جشنواره بین‌المللی فیلم برلین، جایزه‌ٔ خرس نقره‌ای را به‌دست آورد.   
این فیلم در ایالات متحده در ۱۳ مارس ۲۰۲۰ توسط شرکت فوکس فیچرز منتشر شد.

## داستان
دو دختر عموی جوان اهل پنسیلوانیا به دنبال بارداری غیرمترقبهٔ یکی از آن‌ها برای انجام عمل سقط جنین به نیویورک سفر می‌کنند.

## بازیگران
- سیدنی فلانیگان در نقش آتام
- تالیا رایدر در نقش اسکیلار
- تئودور پلرین در نقش جسپر
- رایان اگولد در نقش تد
- شارون وان اتن در نقش مادر
- کلی چپمن در نقش مددکار اجتماعی
- کیم ریوس لین در نقش متخصص بیهوشی
- درو سلتزر در نقش مدیر ریک
- کارولینا اسپیرو در نقش مشاور مالی

## جوایز
| سال  | جایزه                        | بخش                                 | نام برنده                 | نتیجه |
| ---- | ---------------------------- | ----------------------------------- | ------------------------- | ----- |
| ۲۰۲۰ | جشنواره بین‌المللی فیلم برلین | خرس نقره‌ای                          | الیزا هیتمن               | برنده |
| ۲۰۲۰ | جشنواره بین‌المللی فیلم برلین | بهترین فیلم (خرس طلایی)             | الیزا هیتمن               | نامزد |
| ۲۰۲۰ | جشنواره فیلم هرتلند          | بهترین فیلم                         | الیزا هیتمن و فوکوس فیچرز | برنده |
| ۲۰۲۰ | جشنواره فیلم ساندنس          | جایزه هیئت داوران ویژه ایالات متحده | الیزا هیتمن               | برنده |
| ۲۰۲۰ | جشنواره فیلم ساندنس          | جایزهٔ بزرگ هیئت داوران              | الیزا هیتمن               | نامزد |